# Dendrochilum glumaceum
Dendrochilum glumaceum är en orkidéart som beskrevs av John Lindley. Dendrochilum glumaceum ingår i släktet Dendrochilum och familjen orkidéer. Inga underarter finns listade i Catalogue of Life.
Dendrochilum glumaceum växer från Borneo till Filippinerna.

## Bilder

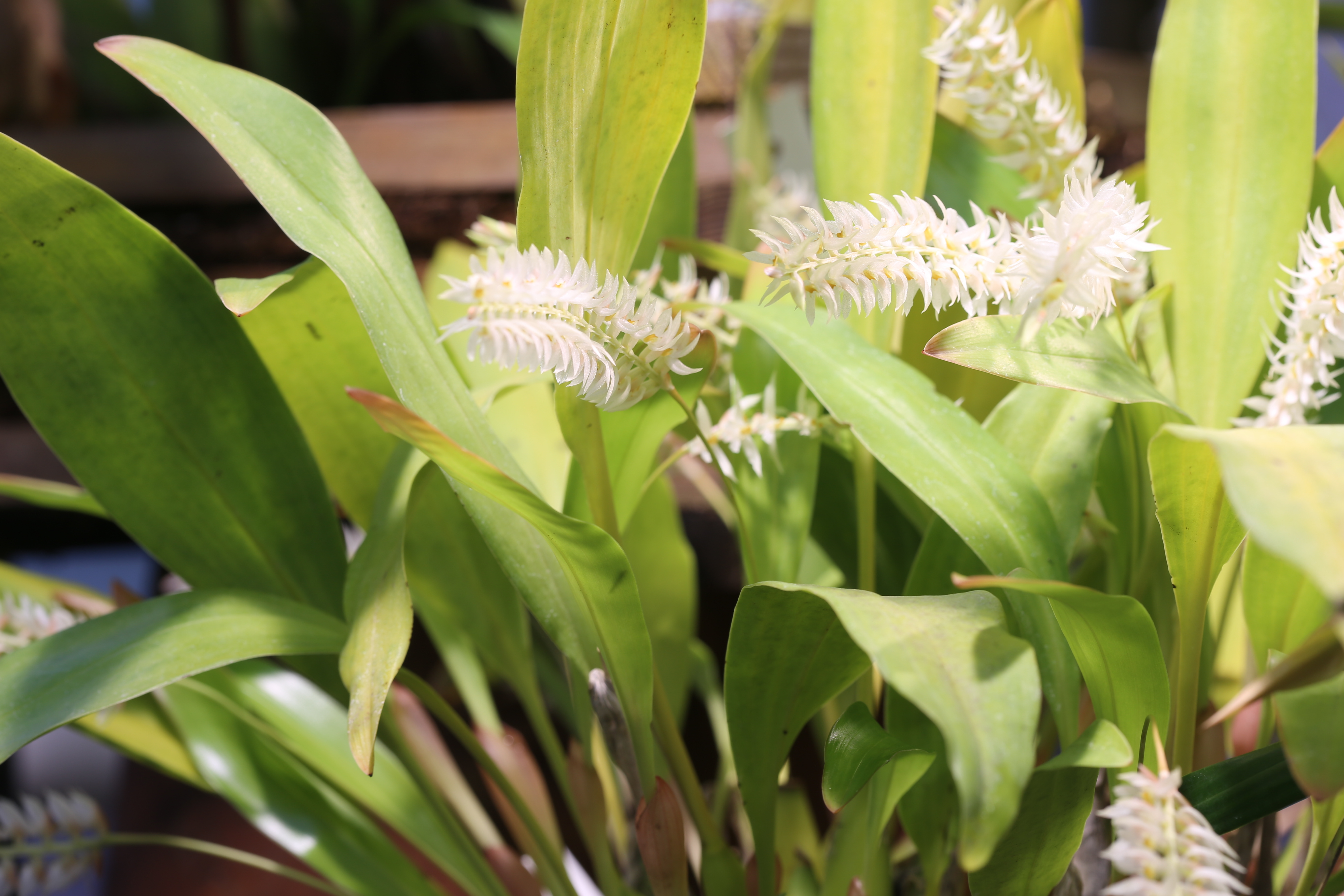
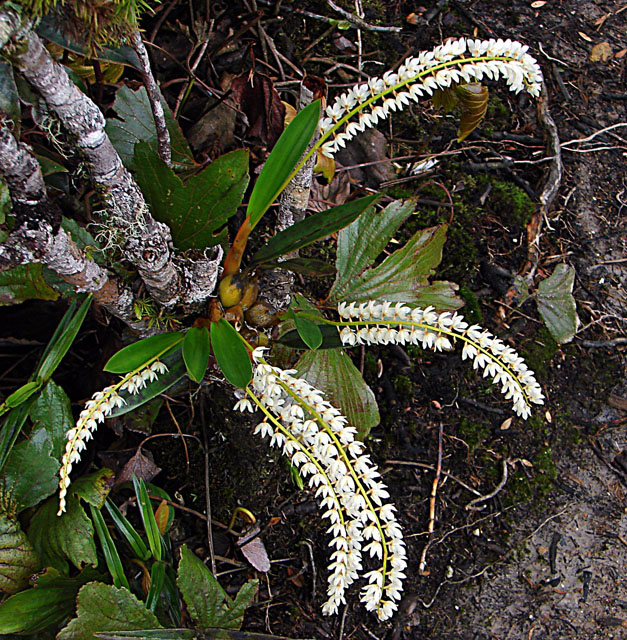
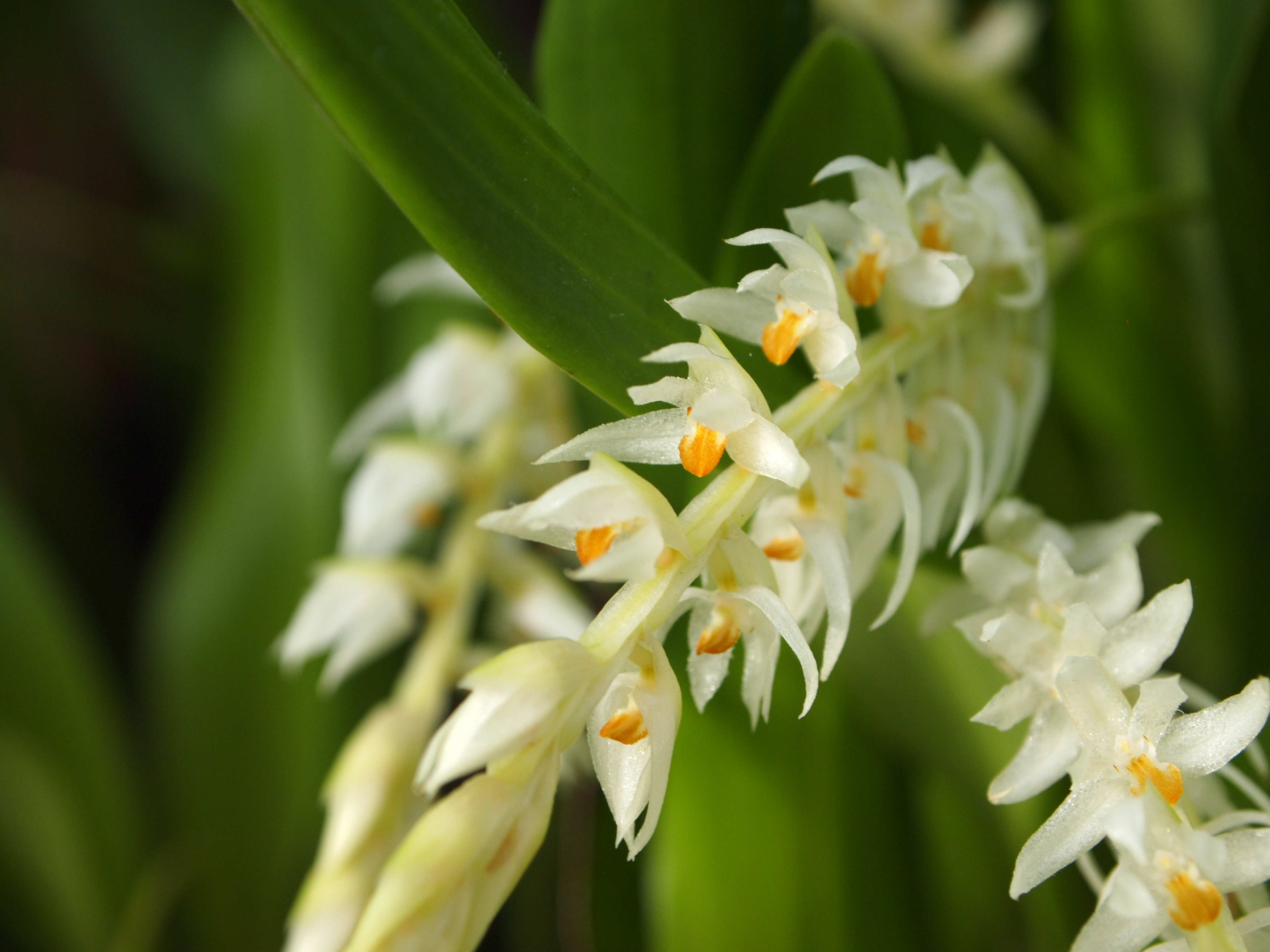
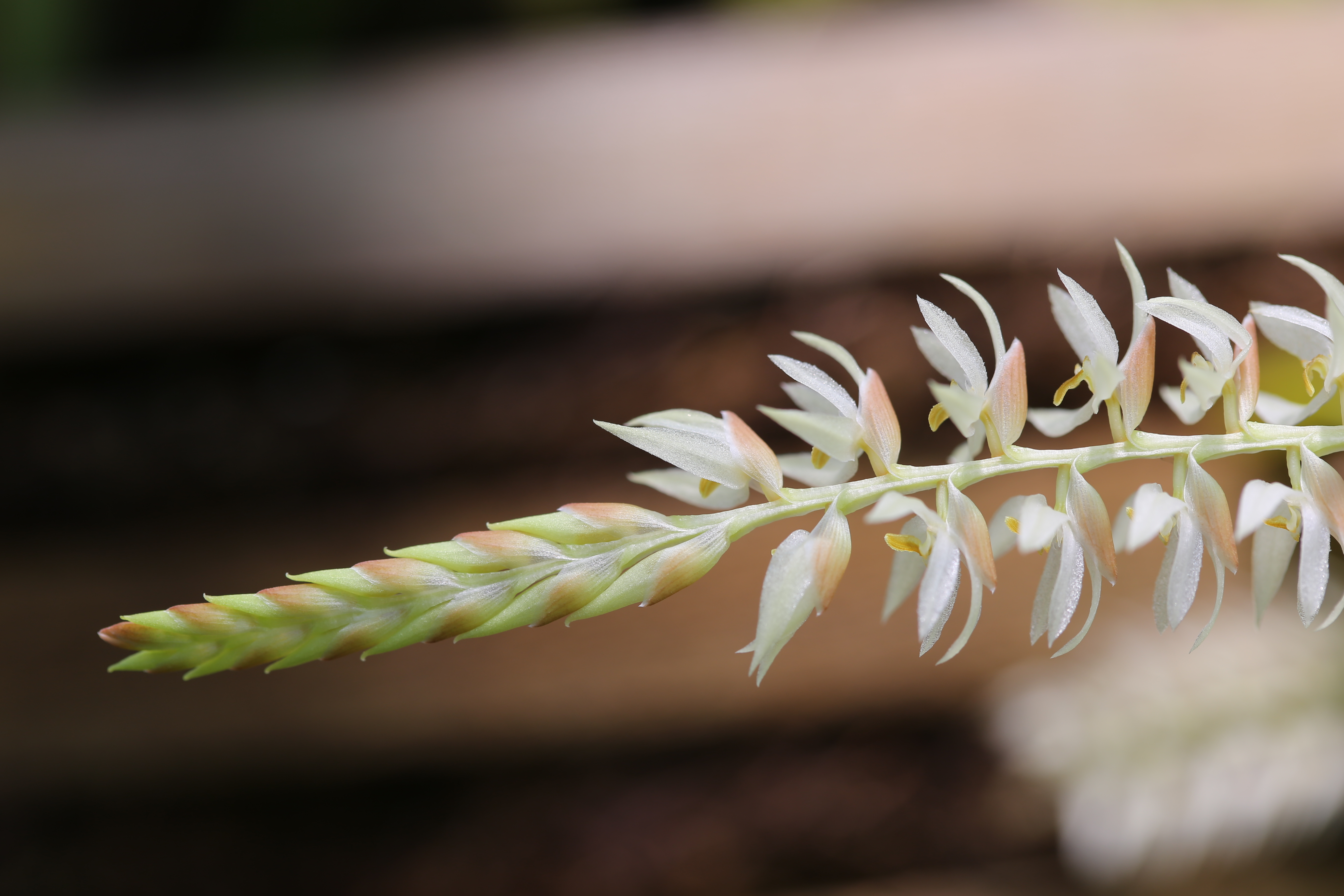
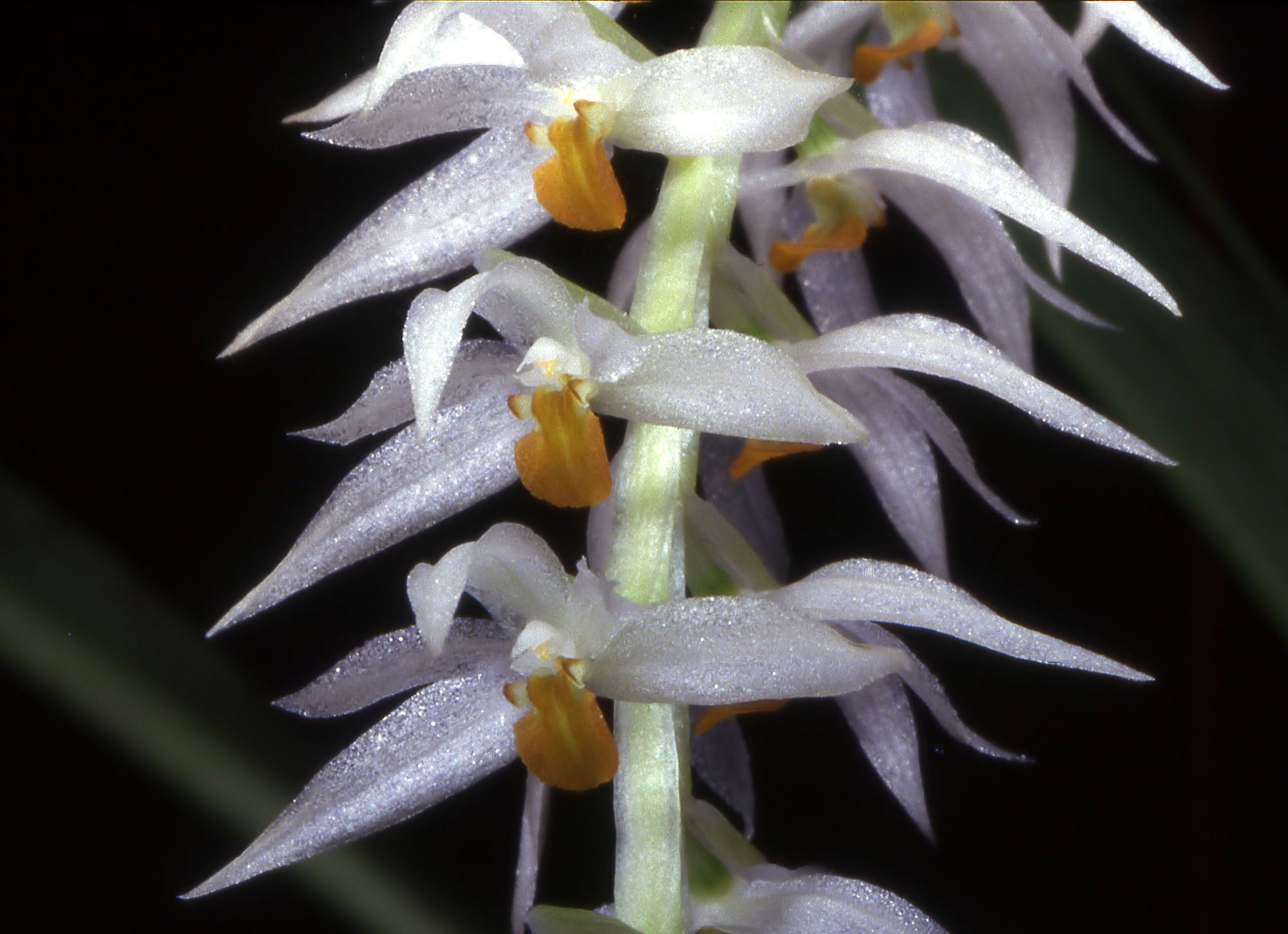
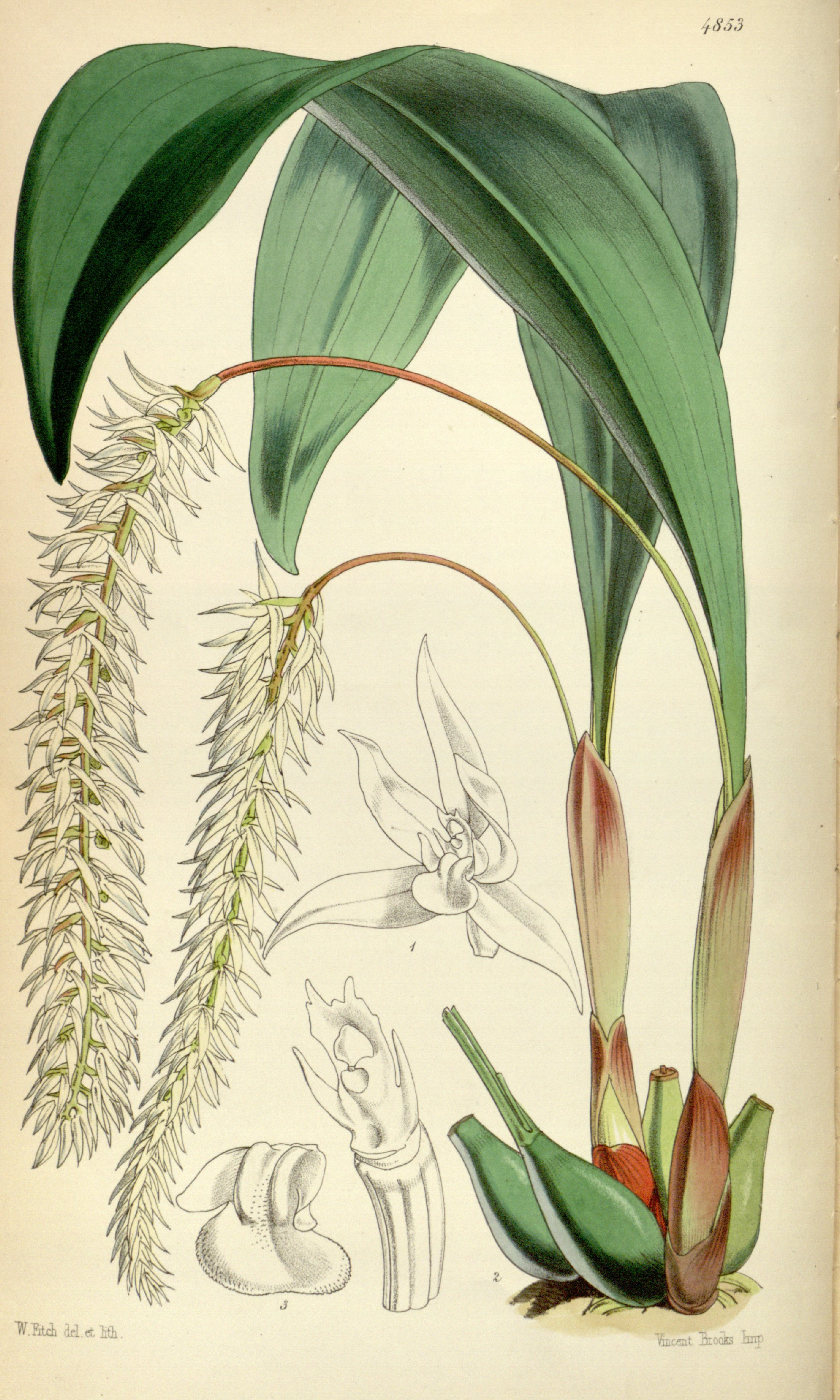